# Psychotria clavipes
Psychotria clavipes är en måreväxtart som beskrevs av Johannes Müller Argoviensis. Psychotria clavipes ingår i släktet Psychotria och familjen måreväxter. Inga underarter finns listade i Catalogue of Life.